# Makrónisos
Makrónisos (grec: Μακρόνησος) és una illa grega deshabitada que fa part del grup de les Cíclades. És situada entre el cap Súnion, a l'Àtica, i l'illa de Kea, a la qual pertany administrativament. Té una superfície d'uns 20 km², amb uns 13 km de llarg i uns 2,5 d'ample.
A l'antiguitat, l'illa rebia el nom d'Hèlena o Hèlene (grec antic: Ἑλένη, Helénē), i el mite la identificava amb el lloc on Paris i Hèlena s'uniren per primera vegada (en canvi, la tradició principal diu que això succeí a Crànae, a la costa de Lacònia). Segons el Periple de Pseudo-Escílax (segle iv aC), a l'illa hi havia una polis independent, però no hi ha altres indicis d'aquesta ciutat. Estèfan de Bizanci (segle vi dC) l'anomena Macris (Μακρίς, Makrís), precedent del nom actual, que fa referència a la seva llargada.